# Les Pierres Plates

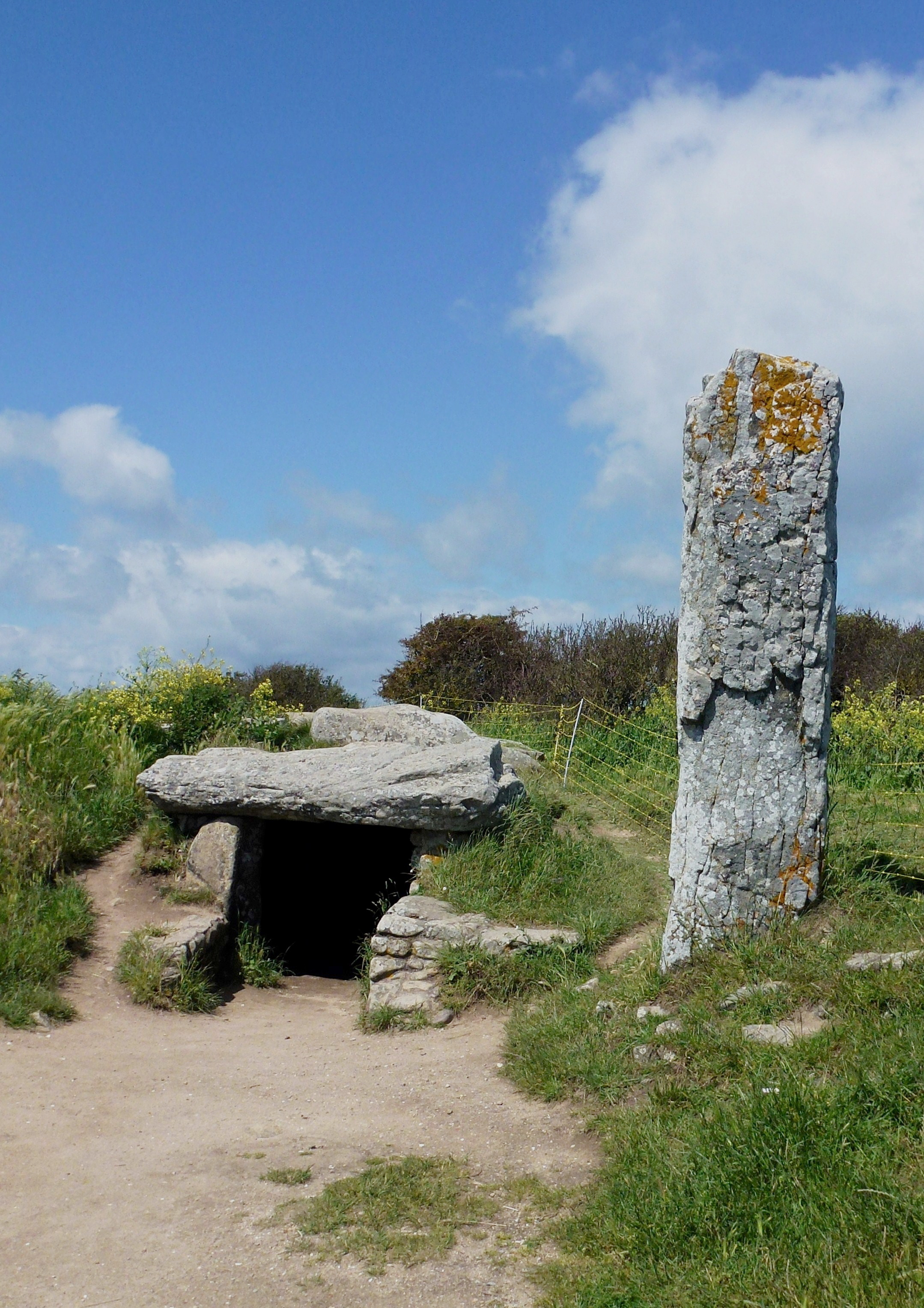
Wejście do grobowca

Les Pierres Plates – dolmen neolityczny znajdujący się w Locmariaquer we francuskiej Bretanii, w departamencie Morbihan. Od 1889 roku wpisany na listę zabytków monument historique.
Monumentalna konstrukcja zbudowana została z 70 głazów, z których do czasów współczesnych zachowało się 50, w tym 38 nośnych i 12 stropowych. Przy wejściu, zorientowanym w kierunku południowo-wschodnim, znajduje się ustawiony pionowo głaz, odkopany i postawiony w tym miejscu w 1931 roku podczas prac archeologicznych prowadzonych przez Zacharie Le Rouzica. Od wejścia ciągnie się korytarz o długości 6 m, szerokości 1,20 m i wysokości 1,10 m. Pod koniec korytarz nagle zakręca w lewo, przechodząc w długą, wąską komorę grobową o długości 16 m i szerokości zaledwie 80 cm. W miejscu zagięcia korytarza odchodzi w lewą stronę niewielkie odgałęzienie o długości 2,70 m i szerokości 1,40 m. Na trzynastu z kamieni nośnych grobowca znajdują się ryty przedstawiające antropomorficzne idole.